# (35805) 1999 JP41
1999 JP41 (asteroide 35805) é um asteroide da cintura principal. Possui uma excentricidade de 0.12231270 e uma inclinação de 4.30549º.
Este asteroide foi descoberto no dia 10 de maio de 1999 por LINEAR em Socorro.